# 查特科勒特 (愛達荷州)
查特科勒特（英語：Chatcolet）是位於美國愛達荷州本瓦縣的一個非建制地區。

## 地理
查特科勒特的座標為47°22′20″N 116°45′49″W / 47.37222°N 116.76361°W，而該地的平均海拔高度為649米（即2129英尺）。